# West Gardiner
West Gardiner – miasto w Stanach Zjednoczonych, w stanie Maine, w hrabstwie Kennebec.